# USS Jimmy Carter (SSN-23)
Джимми Картер (USS Jimmy Carter (SSN-23)) — американская атомная подводная лодка, третья и последняя построенная по проекту «Сивулф». 
Названа в честь 39-го президента США Джимми Картера, единственная подлодка, названная в честь президента США, причём ещё прижизненно.
Контракт на постройку лодки был заключён 29 июня 1996 года с компанией Electric Boat, подразделением корпорации General Dynamics. Закладка киля состоялась в 1998 году, спуск на воду 5 июня 2004 года, введена в состав флота 19 февраля 2005 года. Лодка построена на верфях города Гротона в штате Коннектикут.

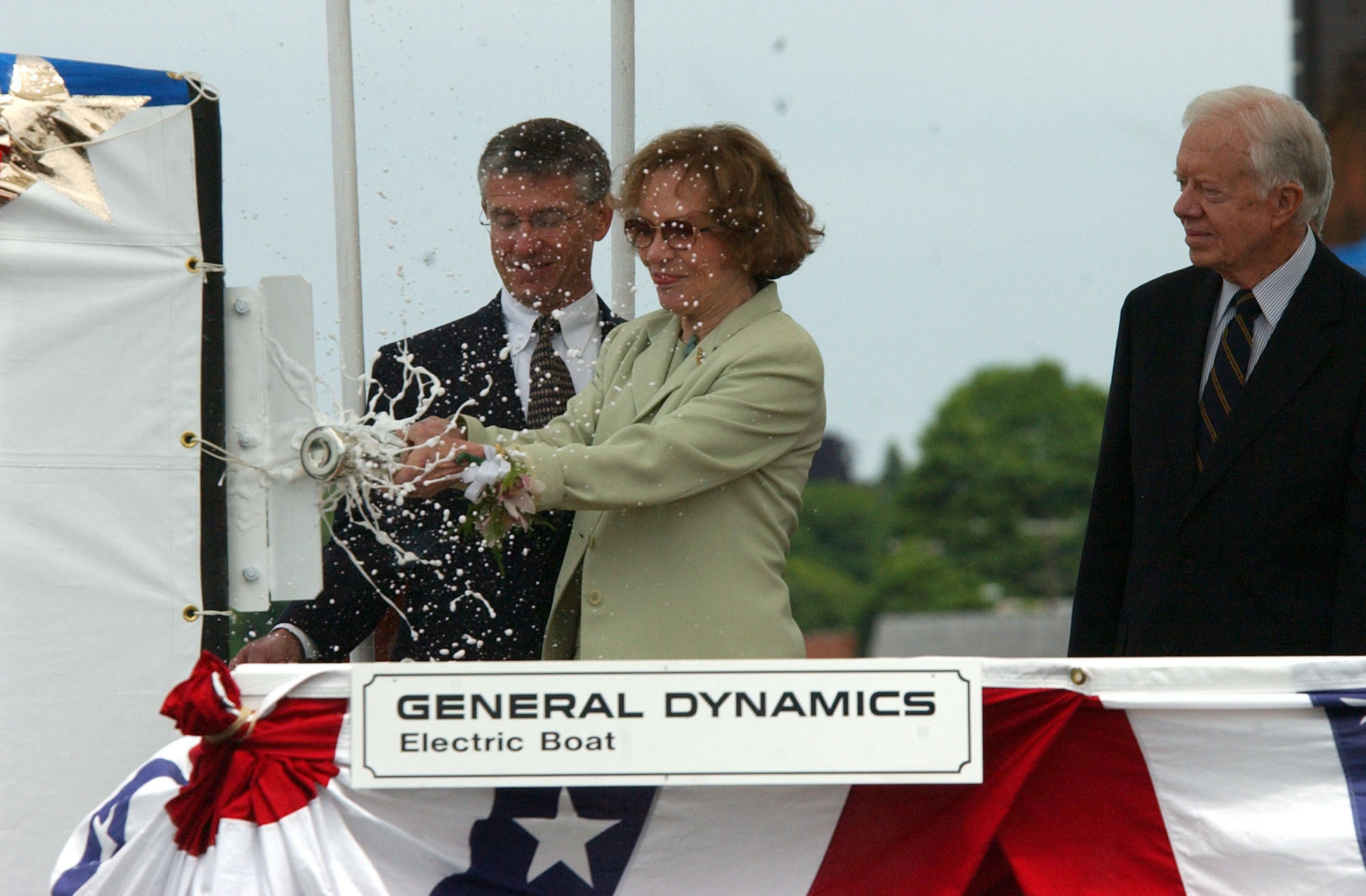
Розалин Картер на церемонии спуска корабля на воду, 5 июня 2004

«Джимми Картер» длиннее двух предыдущих лодок этого класса примерно на тридцать метров (в проект лодки добавлена новая секция), а также много нового оборудования для испытаний новых технологий.
Внутри новой секции установлена шлюзовая камера (Dry Deck Shelter), реконфигурируемые командный отсек, грузовой отсек, а также система контроля дистанционно управляемыми подводными аппаратами (Advanced SEAL Delivery System), которая позволяет выводить через шлюзовую камеру подлодки дроны и подводные аппараты, не прибегая к их запуску через торпедный аппарат. 
Помимо этого, АПЛ «Джимми Картер» получила усовершенствованную телекоммуникационную мачту, предназначенную для передачи больших объёмов данных, в том числе и из-под воды, а также специальные маневровые двигатели (два передних и два задних, расположенные побортно), позволяющие ПЛА «парить» над океанским дном или точно маневрировать над его поверхностью.
Для выполнения спецопераций подлодка может брать на борт подразделение до 50 морских спецназовцев вместе со спецоборудованием.

## Служба

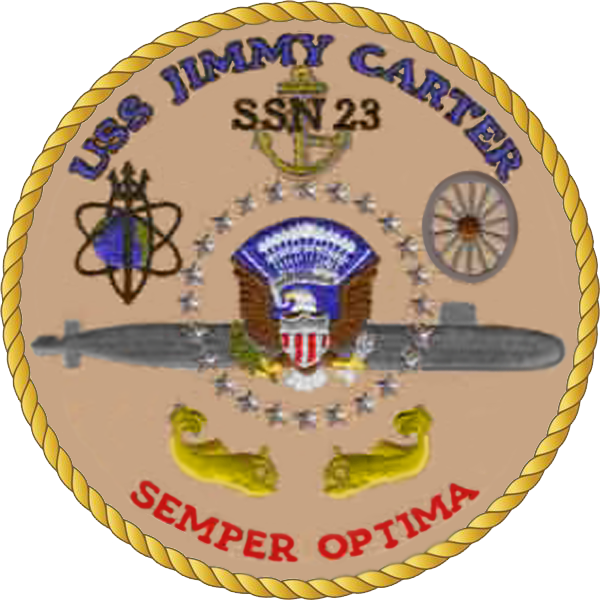
Эмблема подводной лодки «Джимми Картер»

Как отмечает американский военный эксперт Норман Полмар, основной задачей этого корабля является контроль подводных систем связи, который осуществляется при помощи уникальной подводной камеры, спускаемой с борта подводной лодки. Подводный аппарат позволяет контролировать связной кабель на определённом расстоянии от подлодки и считывать с него информацию при помощи специального дистанционного устройства, созданного АНБ США для прослушивания систем связи.
На протяжении более 15 лет АПЛ «Джимми Картер» работала в Атлантике, Тихом океане, а также арктических водах; ход и цели её миссий находятся в режиме секретности. Однако стало известно, что в ноябре 2010 года подлодка проводила разведывательную миссию у берегов Северной Кореи, а в 2017 году «Джимми Картер» вернулась на ВМБ Бангор  из специального похода, вероятно — из района Корейского полуострова и связанного с северокорейской ядерной программой.

## «Джимми Картер» в искусстве
- «Джимми Картер» показывается во втором сезоне телесериала «Терминатор: Хроники Сары Коннор». Впервые субмарина упоминается в эпизоде «Alpine Fields», где она используется для перевозки австралийских солдат Сопротивления в постапокалиптический Лос-Анджелес для получения пополнений припасов. Подлодкой управляет перепрограммированный терминатор. В эпизодах «Today is the Day, Part 1» и «Today is the Day, Part 2» после того как на подлодке обнаруживается жидкометаллический терминатор модели Т-1001 экипаж преднамеренно топит подлодку, в попытке уничтожить робота.
- В 15 томе ранобэ «Sword Art Online» подводная лодка под командованием Дарио Джилиани, выполняя приказ АНБ США, в июле 2026 года доставляет мини-субмарину ASDS с группой наёмников для нападения на мегакорабль «Океанская черепаха».